# چون که می‌روی
«چون که می‌روی» (به فرانسوی: Puisque tu pars) تک‌آهنگی از هنرمند اهل فرانسه ژان-ژاک گلدمن است که در سال ۱۹۸۸ میلادی منتشر شد.
این ترانه در «جدول ترانه‌های فرانسه» به رتبهٔ سوم راه یافت و تا کنون توسط هنرمندان گوناگونی ازکشورهای متفاوت بازخوانی شده است. سلین دیون هم آنرا به عنوانِ متفاوتِ «بگذار از عشق بگوئیم» بازاجرا کرده است.